# Malpighia infestissima
Malpighia infestissima är en tvåhjärtbladig växtart som först beskrevs av Adrien Henri Laurent de Jussieu, och fick sitt nu gällande namn av C. Rich. och Franz Josef Niedenzu. Malpighia infestissima ingår i släktet Malpighia och familjen Malpighiaceae. Inga underarter finns listade i Catalogue of Life.